# Braunkehlchen

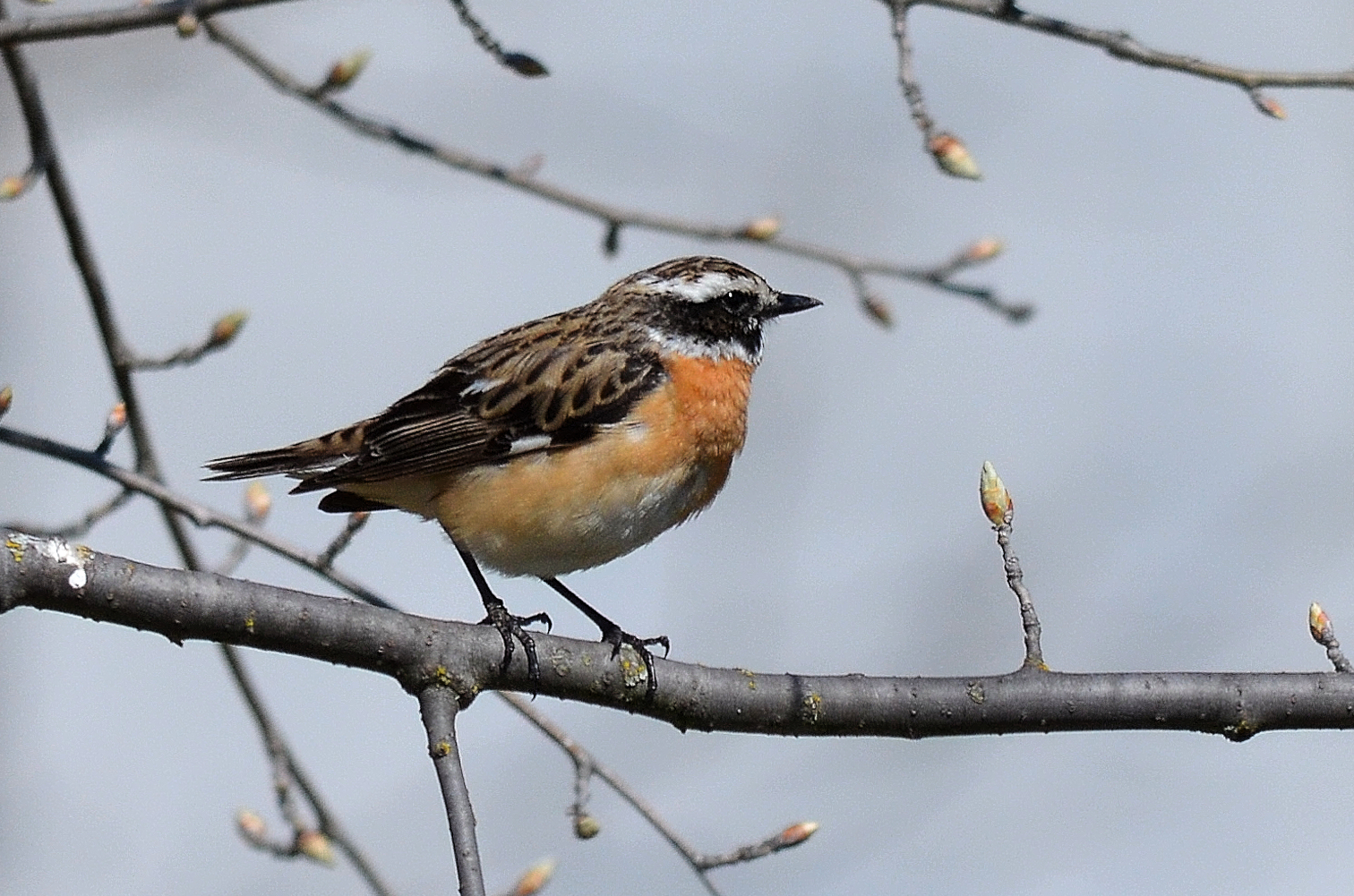
Männchen

Das Braunkehlchen (Saxicola rubetra) ist ein Singvogel aus der Gattung der Wiesenschmätzer (Saxicola) und der Familie der Fliegenschnäpper (Muscicapidae). In der Roten Liste der Brutvögel Deutschlands von 2020 wird die Art in der Kategorie 2 als stark gefährdet geführt.
1987 war die Art „Vogel des Jahres“ in Deutschland, 2023 ist sie „Vogel des Jahres“ in Österreich und Deutschland.

## Beschreibung

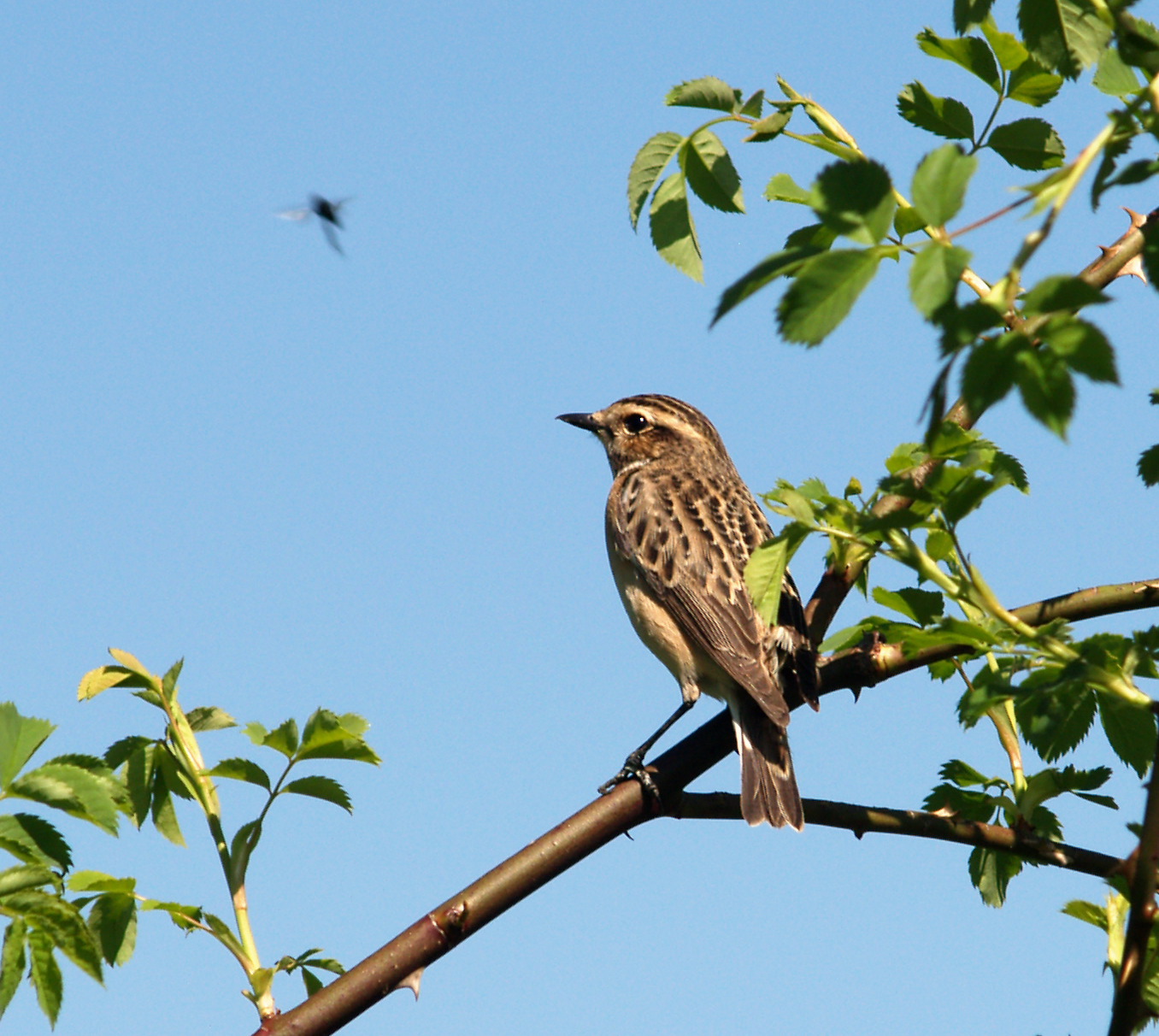
Weibchen von schräg hinten

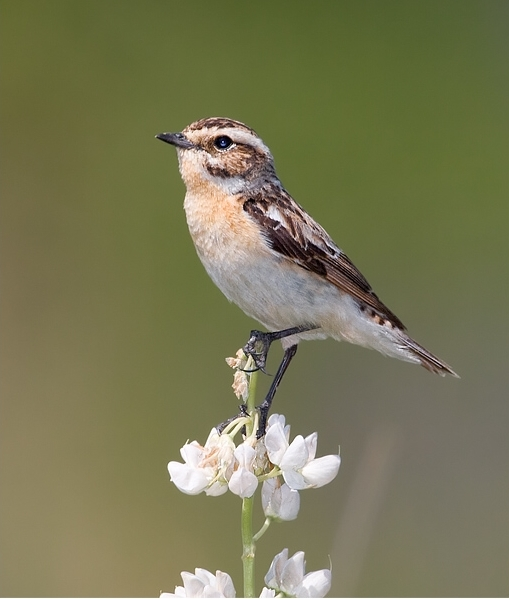
Weibchen von der Seite

Das Braunkehlchen ist etwa 13 bis 14 Zentimeter groß und wiegt etwa 15 bis 20 Gramm. Die Oberseite ist braun, schwarz gemustert und der Bauch ist weißlich gefärbt. Kehle und Brust sind orangegelb gefärbt. Das Männchen hat einen weißen Überaugstreif und einen weißen Kinnstreif. Der Bereich zwischen den beiden Streifen ist schwarz. Sein Ruf klingt wie „jü teck“ und dient dazu, Weibchen anzulocken und sein Revier zu markieren. Zum Singen und bei der Beutejagd sitzt das Braunkehlchen gern auf hohen Pfosten und Halmen.

## Verbreitung und Lebensraum
Von April bis September ist der Langstreckenzieher in fast ganz Europa verbreitet. Sein Winterquartier hat dieser Brutvogel südlich der Sahara in Afrika.
Als Lebensraum bevorzugt das Braunkehlchen offene, frische bis feuchte Flächen mit nicht zu hoher Gehölz- und Heckendichte. Für die Nestanlage benötigt es eine Deckung bietende Kraut- und/oder Zwergstrauchschicht. Für die Nahrungssuche benötigt es Stellen mit niedriger und lückiger Vegetation, die außerdem Ansatzwarten wie beispielsweise sperrige Kräuterstengel, Schilfhalme, Hochstauden, Zäune, Pfähle oder einzelne Gehölze aufweisen.

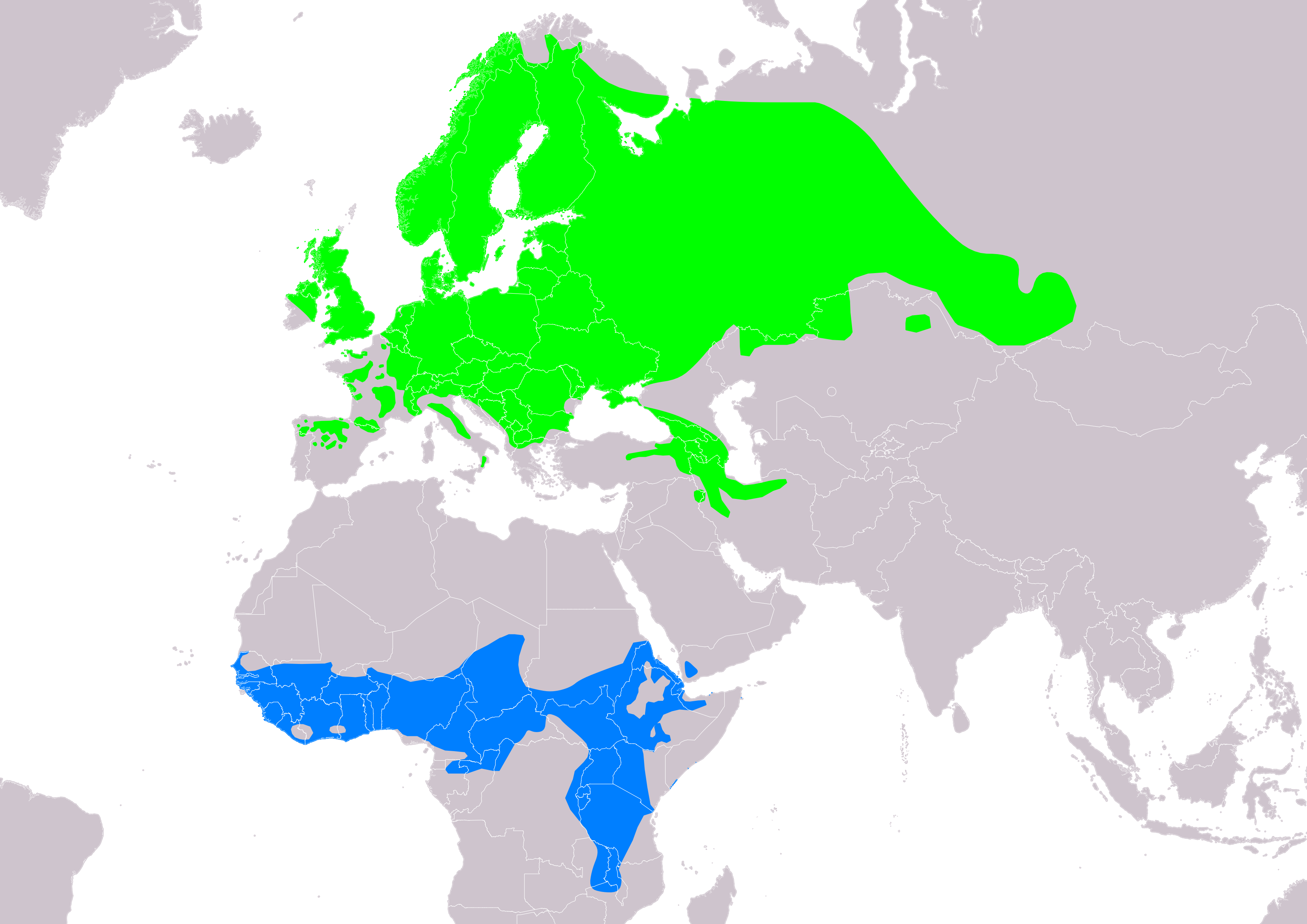
Verbreitung des Braunkehlchens:
Brutgebiete
Überwinterungsgebiete
Zusammengestellt von BirdLife International and Handbook of the Birds of the World (2016) 2016.

## Ernährung
Das Braunkehlchen ernährt sich hauptsächlich von Insekten, Würmern, Schnecken, Spinnen und Beeren. Im Herbst wird die Ernährung um Früchte und Samen ergänzt.

## Fortpflanzung

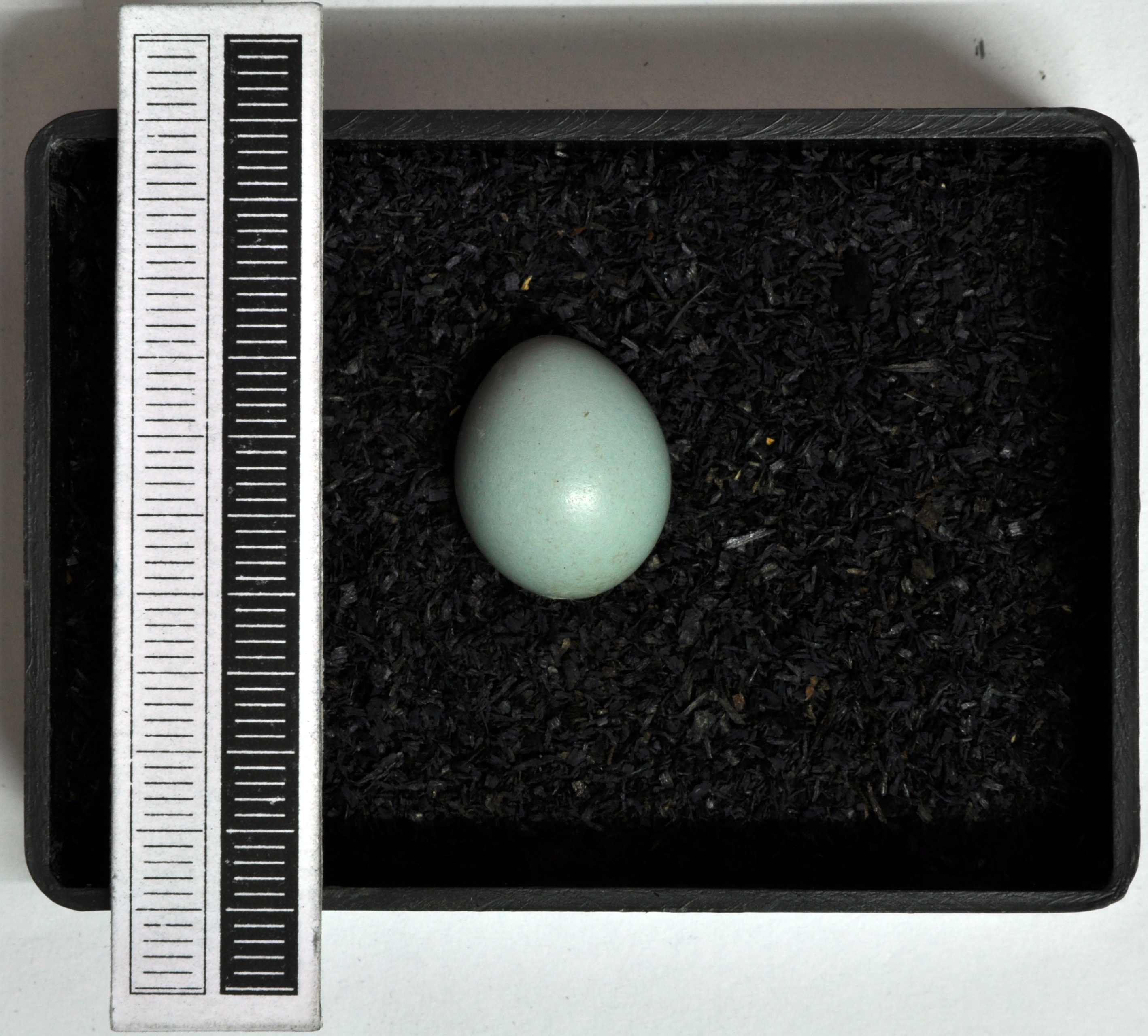
Ei (Sammlung Museum Wiesbaden)

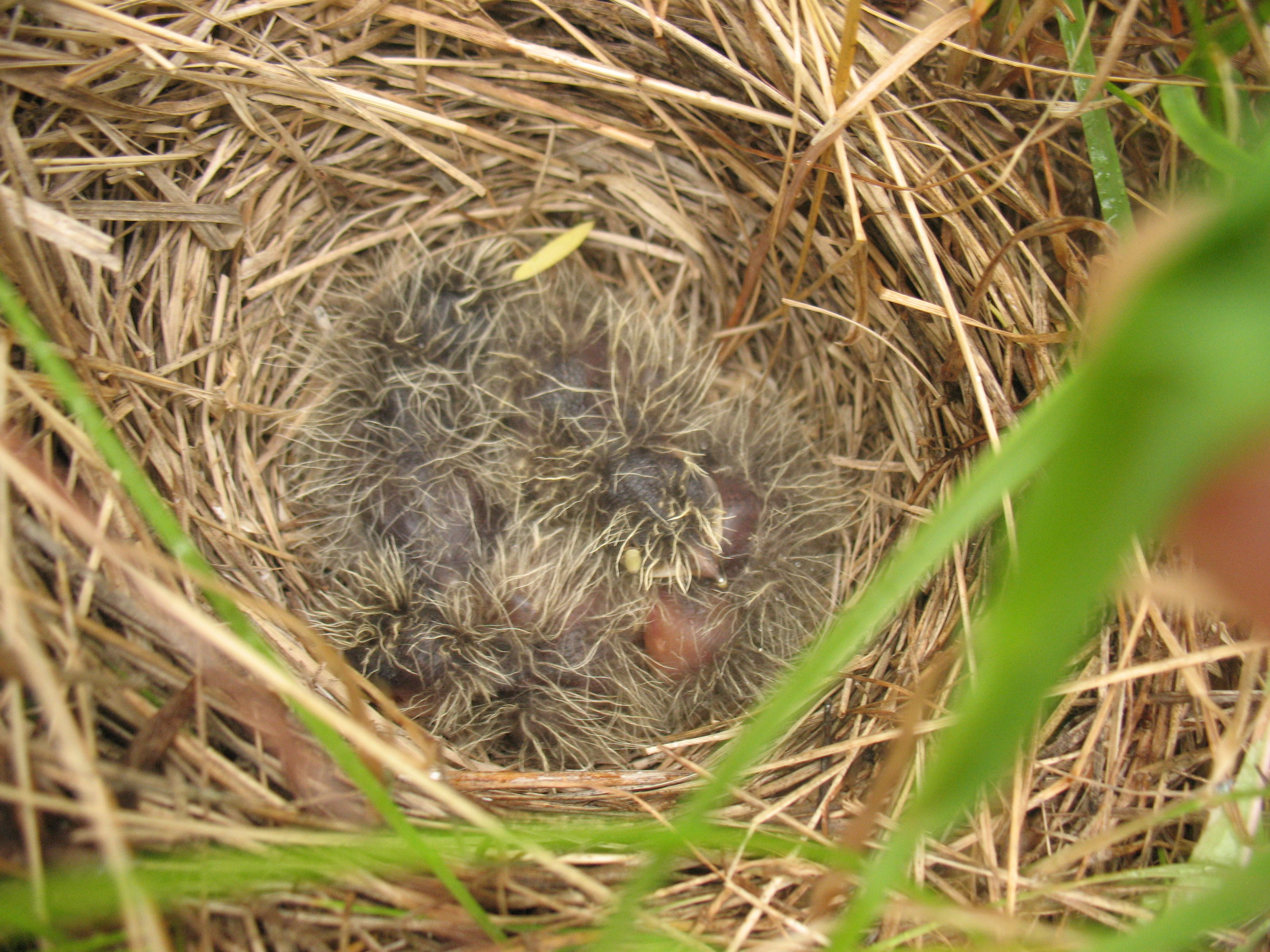
Nest mit Jungvögeln

Die Geschlechtsreife tritt nach einem Jahr ein. Die Brutzeit ist Mai bis August. Das Nest wird im hohen Gras in einer Bodenmulde versteckt. Das Weibchen legt vier bis sieben blaugrüne Eier. Die Eier werden 12 bis 15 Tage lang vom Weibchen gebrütet. Die Jungvögel verlassen das Nest nach 12 bis 13 Tagen, flügge werden sie 3 bis 4 Tage später. Ein Braunkehlchen kann bis zu acht Jahre alt werden.

## Bestand und Gefährdung
In Europa wurde die Anzahl der Brutpaare 2015 auf 6.470.000 bis 10.700.000 geschätzt.
Der Bestand in Deutschland wurde für die Zeit von 1995 bis 1999 mit 37.000 bis 90.000 Brutpaaren angegeben, für die Zeit von 2008 bis 2012 allerdings nur noch mit 29.000 bis 52.000 Brutpaaren (Rückgang im Mittel um 36 %). In Baden-Württemberg wurde der Bestand 1950 noch auf 5.000 Brutpaare geschätzt, während es für 2007 bis 2009 nur noch zwischen 450 und 550 Paare waren. 2020 wurden 212 ermittelt, sodass der Bestand nur noch etwa 5 % des Ausgangswertes von 1950 entsprach.
Auch besonders stark und schnell ist der Rückgang in Österreich um 46 %: Die Bestände sanken von 3.500 bis 7.000 Brutpaaren (1998 bis 2002) auf 2.200 bis 3.500 Brutpaare (2008 bis 2012). In der Schweiz wurde der Gesamtbestand des Braunkehlchens zwischen 1993 und 1996 auf 10.000 bis 15.000 Paare geschätzt. Zwischen 1990 und 2007 wurde hier eine deutliche Bestandsabnahme dokumentiert.
Durch intensive Grünlandnutzung werden die Bodenbrüter ihrer Nahrungsquellen und ihres Lebensraumes beraubt und von den bewirtschafteten Wiesenflächen vertrieben. Freilaufende Hunde stören das Brutgeschäft der Vögel, weiterhin sind die Jungtiere eine leichte Beute für Hauskatzen.
Das Braunkehlchen wird jeweils im Anhang II der Bonner Konvention (Übereinkommens zur Erhaltung wandernder wild lebender Tierarten) und der Berner Konvention (Übereinkommen über die Erhaltung der europäischen wildlebenden Pflanzen und Tiere und ihrer natürlichen Lebensräume) gelistet. Die Weltnaturschutzunion stuft die Art aufgrund ihres großen Verbreitungsgebiets und Gesamtbestands als nicht gefährdet (least concern) ein, jedoch den Populationstrend als rückläufig.

## Sonstiges
- Der Asteroid des inneren Hauptgürtels (8592) Rubetra ist nach dem Braunkehlchen benannt (wissenschaftlicher Name Saxicola rubetra). Zum Zeitpunkt der Benennung des Asteroiden am 2. Februar 1999 befand sich das Braunkehlchen auf der niederländischen Roten Liste gefährdeter Arten.[10]